# Карл Генріх фон Ведель
Карл Генріх фон Ведель (нім. Carl Heinrich von Wedel; 12 липня 1712, Гериц, Пруссія — 2 квітня 1782, там же) — прусський воєначальник Семирічної війни, генерал-лейтенант (1759). 

## Біографія
Народився у померанській дворянській родині. З 1727 року служив у прусській армії. Під час служби у королівській Лейб-гвардії познайомився з майбутнім королем Фрідріхом II, який пізніше просував його по кар'єрній драбині. 
Учасник обох Сілезьких воєн, командував ротою. Під час битви при Соорі (1745) був поранений.
На початку Семирічної війни у званні полковника командував полком. Брав участь у битвах під Прагою, Россбахом і Лейтеном, відзначився під час облоги Ольмюца. З вересня 1758 року командував корпусом проти шведів. 
Улітку 1759 року командував корпусом проти російських військ на Одері. У битві під Пальцигом 22 липня 1759 року корпус Веделя був розгромлений російською армією генерала Салтикова. Після цієї поразки брав участь у битві під Кунерсдорфом, де був важко поранений. 
Через важке поранення здоров'я Веделя було підірване і він уже не міг брати участь у боях. З 1761 року він був військовим міністром Пруссії. У 1779 році вийшов у відставку. 

## Нагороди
Був нагороджений орденом Pour le Mérite.